# Pemmo du Frioul
 Pemmo du Frioul est un duc lombard du Frioul de 701-12 à 737-38 environ (dates incertaines).

## Biographie
Selon l'Histoire des Lombards de Paul Diacre, Pemmo est le fils d'un certain Billo (ou Villo), originaire de Belluno qui s'était réfugié à Forojuli à la suite d'une émeute qu'il avait organisée mais qui, depuis, y vivait en paix. Pemmo succède comme duc à Corvolus entre 701 et 712 (traditionnellement en 706). Il s'illustre militairement contre les Slaves qui menacent le Frioul, leur causant de lourdes pertes. Il aurait recueilli les fils des hommes tombés lors de ces combats et il les aurait fait élever comme ses propres fils. Pemmo est chassé de Cividale, chef-lieu de son duché, par le roi Liutprand, du fait de sa mésentente avec le Patriache Callistus.

## Union et postérité
Pemmo avait épousé une certaine Ratperga. Toujours selon Paul Diacre, cette dernière, d'« allure paysanne », propose à son époux de la « répudier pour s'unir à une femme qui conviendrait mieux à un seigneur aussi puissant ». Pemmo « homme raisonnable  » refuse et lui déclare que son « comportement modeste et respectueux et sa chasteté lui plaisent plus que la beauté du corps ». Ils ont quatre enfants :
- Ratchis, roi des Lombards ;
- Ratchait ;
- Aistolf, roi des Lombards ;
- une fille, épouse d'Anselme.

## Sources primaires
- Paul Diacre, Histoire des Lombards, L. VI.